# Heracleum cyclocarpum
Heracleum cyclocarpum là một loài thực vật có hoa trong họ Hoa tán. Loài này được C. Koch mô tả khoa học đầu tiên.